# Володимир Моллов
Володимир Моллов (1873–1935) — болгарський юрист і політик від Демократичної партії, пізніше від Демократичного союзу. Кілька разів обирався до складу уряду. Будучи міністром фінансів у 1926—1931 роках, він уклав кілька важливих міжнародних угод — Позику для біженців, Стабілізаційну позику, Угоду Моллова-Кафандаріса.

## Життєпис
Володимир Моллов народився 16 липня (4 липня за старим стилем) 1873 року в Києві в родині Димитра Моллова, пізніше відомого лікаря і політичного діяча. Його молодший брат — Василь Моллов, теж відомий лікар.
1890 року Володимир Моллов закінчив Першу Софійську чоловічу гімназію, а 1894 року — юридичний факультет Московського університету. Після кількох спеціалізацій у Західній Європі з 1900 року він викладав кримінально-процесуальне право в Софійському університеті Святого Климента Охридського. Там він продовжував працювати до кінця життя, з 1924 р. був ординарним професором, а в 1905—1906 рр. — деканом юридичного факультету. З 1920 року — викладач Вільного університету політичних і економічних наук — сучасного УНСГ. З 1906 року він є дійсним членом Болгарського літературного товариства (сьогодні Болгарська академія наук).
Володимир Моллов брав активну участь у діяльності Демократичної партії і з 1908 року неодноразово обирався народним представником. У другому кабінеті Олександра Малинова (1910—1911) він був міністром народної освіти, а у третьому (1918) — міністром шляхів сполучення, пошти і телеграфу. Під час правління Олександра Стамболійського 1923 року він був звинувачений Національними зборами «в упущенні сприятливих часів і обставин для закінчення війни 1916-18 рр.» Після перевороту 9 червня 1923 р. він був реабілітований і став частина крила Демократичної партії, яка на чолі з Андрієм Ляпчевим приєдналася до Демократичного союзу. З 1926 по 1931 рік був міністром фінансів у першому, другому та третьому урядах Ляпчева.
Володимир Моллов помер у Софії 29 квітня 1935 року.